# Hisagita Misa
Hisagita Misa (Breathmaker, Breath Maker, Breath-Maker), Breathmaker je Bog Stvoritelj plemena Seminola. Napravio je ljude od gline i poučio ih umijeću civilizacije. Povezan je s Mliječnom stazom koju je stvorio kao vlastiti dom i koja se u tradicionalnoj seminolskoj kozmologiji smatra zagrobnim životom. Nakon kolonizacije, neki Seminoli počeli su povezivati Breathmaker s Isusom, a Mliječnu stazu s rajem (nebesima).